# King of the Ring (2002)
King of the Ring (2002) — десятое в истории шоу King of the Ring, PPV-шоу производства World Wrestling Entertainment (WWE), на котором прошёл шестнадцатый турнир «Король ринга». Шоу проходило 23 июня 2002 года на «Нэшнуайд-арена» в Колумбус, Огайо, США. Также это был последний турнир «Король ринга», который проводился в формате PPV-шоу, хотя турнир «Король ринга» продолжает периодически проводиться.
Победителем турнира «Король ринга» стал Брок Леснар, победивший в финале Роба Ван Дама, и получил матч за Неоспоримое Чемпионство WWE на SummerSlam. Главным матчем SmackDown! был одиночный матч за титул неоспоримого чемпиона WWE, в котором чемпион Гробовщик победил Трипл Эйча и сохранил титул.

## Результаты
| 1H                                                             | «Братья Харди» (Джефф Харди и Мэтт Харди) победили Ворона и Стивена Ричардса | Командный матч                                             | 6:02  |
| 2                                                              | Роб Ван Дам победил Криса Джерико                                            | Полуфинальный матч турнира «Король ринга»                  | 14:31 |
| 3                                                              | Брок Леснар (с Полом Хейманом) победил Теста                                 | Полуфинальный матч турнира «Король ринга»                  | 8:12  |
| 4                                                              | Джейми Ноубл (с Нидией) победил Урагана (c)                                  | Одиночный матч за титул чемпиона WWE в первом тяжелом весе | 11:58 |
| 5                                                              | Рик Флэр победил Эдди Герреро                                                | Одиночный матч                                             | 17:00 |
| 6                                                              | Молли Холли победила Триш Стратус (c)                                        | Одиночный матч за титул чемпиона WWE среди женщин          | 5:05  |
| 7                                                              | Курт Энгл победил Халка Хогана                                               | Одиночный матч                                             | 12:05 |
| 8                                                              | Брок Леснар (с Полом Хейманом) победил Роба Ван Дама                         | Финальный матч турнира «Король ринга»                      | 5:36  |
| 9                                                              | Гробовщик (с) победил Трипл Эйча                                             | Одиночный матч за титул неоспоримого чемпиона WWE          | 23:00 |
| (c) — чемпион на момент поединка H — матч на Sunday Night Heat |                                                                              |                                                            |       |